# Trail, Oregon
Trail är en ort i Jackson County i delstaten Oregon, USA.